# 28-as busz (Debrecen)
A debreceni 28-as jelzésű autóbusz a 2009-es a szolgáltatóváltásig közlekedett a Doberdó utca és a Dobozi lakótelep között. A vonalat a Hajdú Volán üzemeltette.

## Történet
A Hajdú Volán 1972-ben indította a járatot a Hatvan utca és a Doberdó utca között az 5-ös villamos pótlására. A végállomást később a Hatvan utcáról a Bajcsy Zsilinszky utca elejére helyezték, ugyanis innen indult több busz is. 1999. december 31-én megszűnt a 4A trolibusz. Másnaptól a 28-as busz már nem kanyarodott be a Hatvan utcára, hanem továbbhaladt a 4A trolibusz útvonalán a Dobozi lakótelepig. Így az utolsó Bajcsy Zsilinszky utcán végállomásozó viszonylatot is elterelték. Ehhez a Piac utca átépítése is hozzájárult. Amikor 2009-ben a DKV átvette a buszok üzemeltetését, a 28-as buszt összevonták a józsai járatokkal. A 28-as busz megszűnt, a Dobozi lakótelepre pedig a 34-es, a 35-ös, a 35Y és a 36-os autóbusz járt. Egy évvel később pedig újraindult a 4-es trolibusz, a józsai járatok pedig már a Nagyállomásnál végállomásoztak.

## Járművek
A vonalon Ikarus 260 és Ikarus 280 típusú autóbuszok közlekedtek, de a 2000-es években Solaris Urbino 12 és Neoplan típusú autóbuszok is felbukkantak.

## Legutolsó útvonala
| Dobozi lakótelep felé | Doberdó utca felé |
| --- | --- |
| - Doberdó utca - Böszörményi út - Pesti utca - Nyugati utca - Széchenyi utca - Kossuth utca - Munkácsi Mihály utca - Víztorony utca - Dobozi lakótelep | - Dobozi lakótelep - Víztorony utca - Ótemető utca - Rakovszky Dániel utca - Kossuth utca - Széchenyi utca - Nyugati utca - Pesti utca - Böszörményi út - Doberdó utca |